# K-117 Brjansk
K-117 Brjansk (rusko К-117 Брянск) je strateška jedrska podmornica razreda Delfin Ruske vojne mornarice. Poimenovana je po mestu Brjansk. Projekt je razvil konstruktorski biro Rubin, glavni konstruktor pa je bil Sergej Nikitič Kovaljov. Njen gredelj je bil položen 20. aprila 1985, splavljena je bila 8. februarja 1988, predaja vojni mornarici pa je bila 30. septembra 1988 in podmornica je postala operativna v 31. diviziji podmornic Severne flote v Gadžijevem.
Je 1000. izdelana ruska/sovjetska podmornica.
27. januarja 1998 je bila podmornica poimenovana po mestu Brjansk.
Podmornica je bila dvakrat modernizirana, prvič med letoma 2002 in 2008 in drugič med letoma 2018 in 2024.
1. novembra 2009, 28. oktobra 2010, 30. oktobra 2015 in 26. oktobra 2017 je podmornica izvedla izstrelitve raket.